# Цуцуи, Шан
Шан Цуцуи (англ. Shan Tsutsui; род. 9 августа 1971, Ваилуку, Гавайи, США) — американский политик, 12-й вице-губернатор штата Гавайи.

## Биография
Шан Цуцуи родился 9 августа 1971 года в Ваилуку, Гавайи, США. В 1989 году окончил высшую школу Мауи и поступил на отделение искусства Гавайского университета в Маноа, бакалавриат которого окончил в 1994 году.
С 2003 по 2011 год в Сенате Гавайев представлял избирательный округ 4, в который входят Ваилуку, Ваихее-Ваиеху и Кахулуи. Позднее до 2012 года представлял округ 5. С 2010 года являлся Председателем Сената Гавайев.
После смерти в 2012 году сенатора США Дэниеля Иноуэ, избранного от Гавайев, губернатор штата Нил Эберкромби назначил вице-губернатора Брайана Шаца на это место. Как председатель Сената Гавайев Шан Цуцуи стал первым кандидатом на освободившуюся должность вице-губернатора. После консультаций с лидерами Сената и своей семьёй он принял предложение о получении этой должности. После ухода Цуцуи Сенат временно возглавила Донна Меркадо Ким.
В 2014 году Цуцуи был избран вице-губернатором штата на второй строк. В октябре 2017 года он заявил, что в 2018 году не будет избираться на третий срок. 31 января 2018 года он покинул свой пост.